# جوني كوني
جوني كوني (بالإنجليزية: Johnny Cooney)‏ هو لاعب كرة قاعدة أمريكي، ولد في 18 مارس 1901 في كرانستون في الولايات المتحدة، وتوفي في 8 يوليو 1986 في ساراسوتا في الولايات المتحدة.

## وصلات خارجية
- جوني كوني على موقعبيزبول رفرنس.كوم (الدوري الرئيسي) (الإنجليزية)
- جوني كوني على موقعبيزبول رفرنس.كوم (الدوري الثانوي) (الإنجليزية)
- جوني كوني على موقع مشجعي الرسوم البيانية (الإنجليزية)